# 浄瑠璃坂の仇討
浄瑠璃坂の仇討（じょうるりざかのあだうち）は、寛文12年2月3日（西暦1672年3月2日）に宇都宮藩元藩士の奥平源八が父の仇である同藩元藩士奥平隼人を討った事件。筆写本や出版によって全国に普及され、講談や芝居にも仕組まれ、江戸時代における三大仇討のひとつと称された。

## 興禅寺での刃傷事件

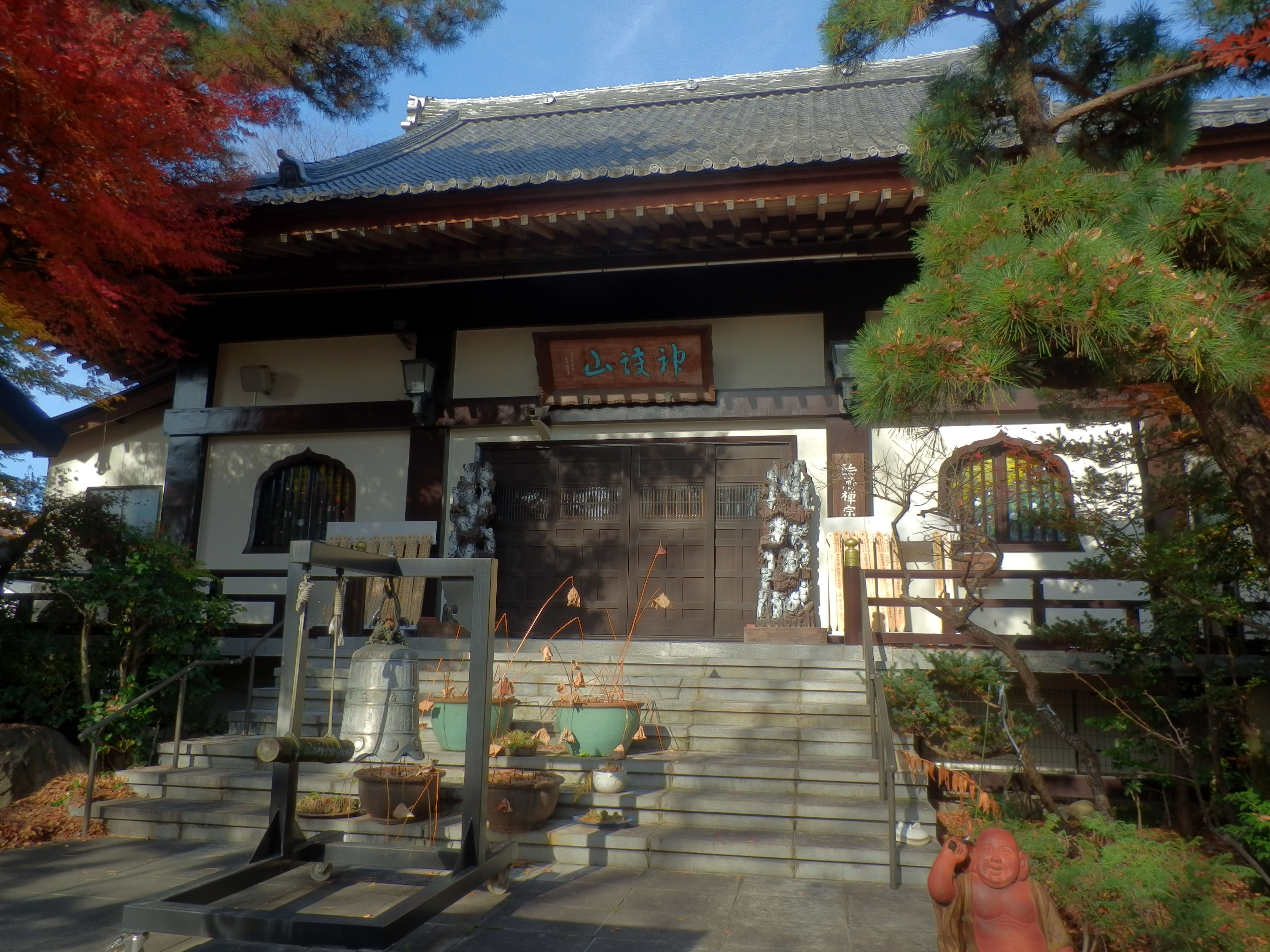
興禅寺本堂

発端は、寛文8年3月2日（1668年4月13日）、下野興禅寺（宇都宮市）で宇都宮藩の前藩主・奥平忠昌の法要での口論である。
「七族五老」と呼ばれる重臣12家のうちの2家の当主であった奥平内蔵允（奥平家の譜代衆である五老の家柄。奥平一族の奥平正勝が名跡を継いだ家のため血縁上は主君奥平家の傍流。別名「黒屋家」。1000石取）と奥平隼人（主君奥平家の傍流にあたる七族の家柄。別名「中金家」。1300石取）の2人が亡主忠昌の法要において、ささいなことから口論となり(遅刻した内蔵允を隼人が面罵したのが切っ掛けとされる)、憤慨する内蔵允が隼人に向かって抜刀したが、返り討ちに遭って怪我を負ってしまった。
居合わせた大身衆（五老）の同輩・兵藤玄蕃（1000石取）などの仲裁により、双方はそれぞれの親戚宅へ預かりの身となった。だが、その夜、内蔵允は切腹する。藩庁へは、興禅寺での刀傷から「破傷風で死去」と報告された。
藩の処分は事件から半年を経た9月2日（10月7日）に下された。隼人へは改易、内蔵允の嫡子・源八（当時12歳）、ならびに内蔵允の従弟・伝蔵正長へは家禄没収の上、追放が申し渡された。奥平家を追い出されるかたちでありながら、両者には大きな差があった。両成敗ならば隼人は切腹となるはずである。それが、源八たちへは即日退去を命じておきながら、隼人と、その父・半斎へは物々しい護衛を付けて送り出しているのである。その隼人の親子らは、江戸の旗本・大久保助右衛門の屋敷に身を寄せた。
そのためこの処分には喧嘩両成敗に則せず不公平である、と追放された源八とその一族に同情する者が続出した。なかには、奥平家を見限って浪人の身となる者さえ現れた。こうして源八の一党は、軽輩はもとより重臣の子弟までもが含まれる一団となり、源八一党は仇討を誓って3年余も雌伏することとなった。
源八に同情して自ら浪人の身となって源八の助太刀をかってでた主な奥平家の藩士は、40数名に及んだ。仇討ちの作戦計画・立案・実行の首謀者は「桑名頼母という知られざる智謀の士であった」という（後述のように元奥平藩士・桑名友之丞の弟）。源八に同情して自ら浪人の身となって源八の助太刀をかってでた主な奥平家の藩士および陪臣は、以下の通り。
- 1200石 - 夏目勘解由[注釈 2]嫡男300石夏目外記とその家来五十部三郎兵衛門・平野長右衛門・斉藤孫左衛門・仲間　角右衛門
- 500石 - 奥平伝蔵(26歳）家来岡田八衛門・甚五右衛門
- 600石 - 平野左門　家来新家右衛門
- 400石 - 桑名友之丞・弟頼母・弟三七・家来池市郎右衛門
- 300石 - 白川八郎左衛門　大關信濃守浪人・外記伯父
- 300石 - 後藤安衛門
- 300石 - 菅沼治太夫・菅沼五郎屁兵衛
- 250石 - 生田彌左衛門・長男久五郎・次男傅七郎・三男興四郎
- 200石 - 細井又左衛門
- 100石 - 細井嘉兵衛
- 100石 - 三輪庄兵衛
- 100石 - 上曽根甚五衛門
- 15石 - 大内重太夫
- 15石 - 武井傅兵衛
- 15石 - 川俣三之助
- 1200石 - 兵藤玄蕃・嫡男200石主殿

## 源八ら一党による報復

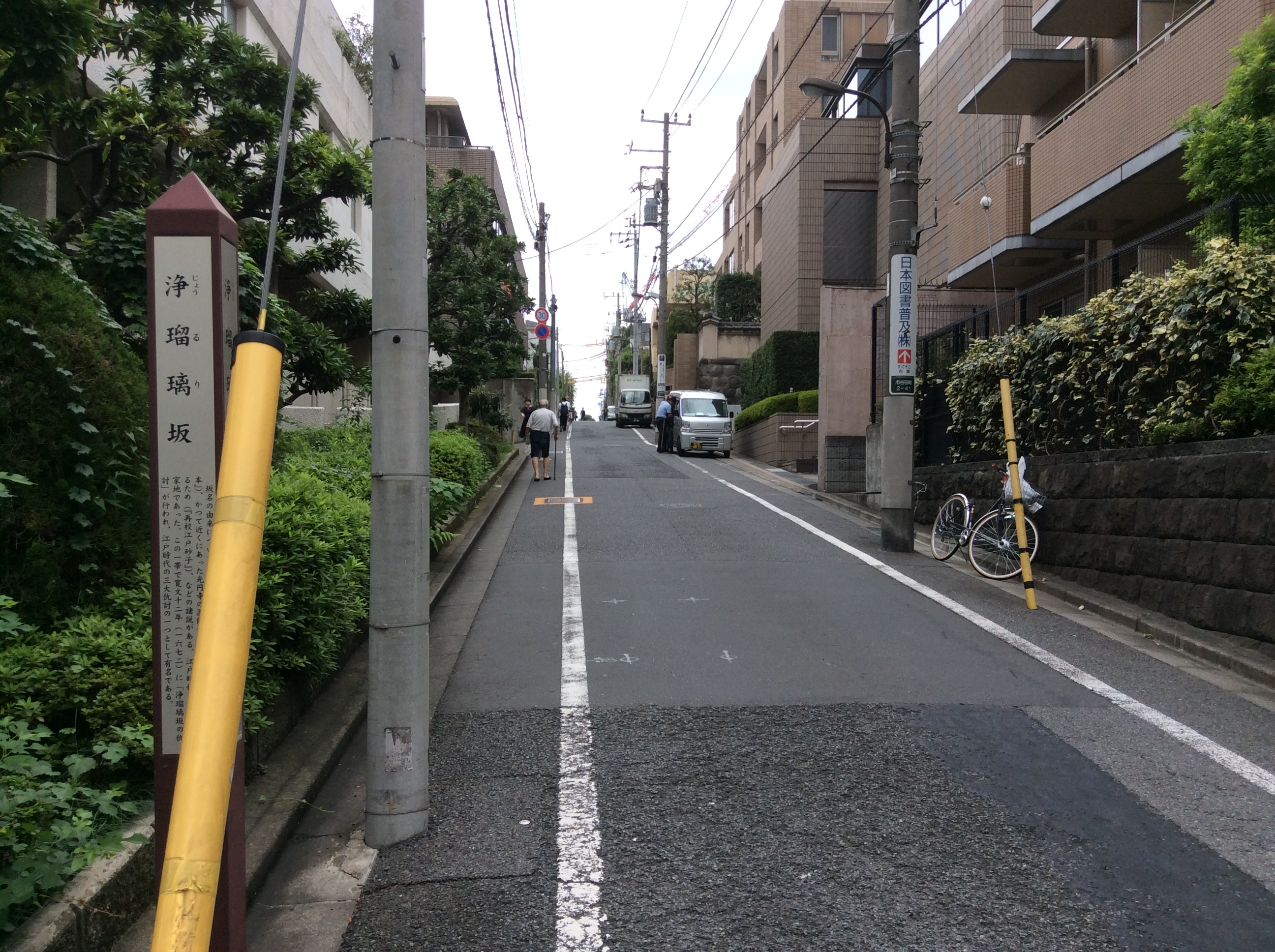
浄瑠璃坂（2017年9月27日撮影）

事件の当事者を追放してまもなく、追腹一件を幕府から咎（とが）められた奥平家は2万石を減石されて出羽山形藩9万石への転封となっていた。寛文9年7月3日（1669年7月30日）、源八ら一党は手始めに、追放処分を受けず奥平家に留まっていた隼人の実弟奥平主馬允を出羽上之山で待ち伏せし、討ち取った。源八一党からの襲撃を不安視した隼人は、江戸市ヶ谷浄瑠璃坂の鷹匠頭・戸田七之助の屋敷へ身を移した。
寛文12年2月3日（1672年3月2日）未明、源八とその一党42名が隼人の潜む戸田屋敷へ討ち入った。源八らは10数人を斬るなど終始優勢であったが、隼人の父・半斎を討ち果たしたのみで、目的の隼人を探せなかった。いったん仇討ちを断念した討ち入りの一党が、屋敷から引き上げて牛込御門前まで来たところで、隼人が手勢を率いて追ってきた。源八はとって返して、隼人と対決し、ついにこれを討ち取った。
源八ら一党は、幕府に出頭して裁きを委ねた。文治政治への転換を進めていた徳川家綱の政権は、この行為をゆるさず、武士の私闘を悪として封じ込める策を採った。ただし、源八の殊勝な態度に感銘を受けた大老・井伊直澄による幕閣への影響力が大きかったためか、結果としては、死一等を減じて伊豆大島への流罪という処分に落ち着いた。
流罪から6年後、天樹院（千姫）13回忌追善法要にともなう恩赦によって赦免された源八は、こののちは彦根藩井伊家に召抱えられた。他にも、他家へ召し抱えられた者がいた。ただし、奥平氏は桜田門外の変の後に井伊家から召放になっている。

## 仇討ちの影響
源八の一族40人以上が徒党を組んで火事装束に身を包み、明け方に火事を装って浄瑠璃坂の屋敷に討ち入ったという方法などは、30年後に起こる赤穂事件において赤穂浪士たちが参考にしたとされている。源八の一党は仇討ちを果たした後、自ら出頭しているが、赤穂浪士もこれに倣っている。徒党を組んでの仇討ちは禁じられており、本来ならば死罪に相当するが、源八らへの処分は見方によれば寛大なものであり、恩赦後、彼らは他家へ召抱えられた。これらのことから、一説には、赤穂浪士たちも討ち入り成功後には、必ずしも死罪ではなく他家での仕官の道が開かれる可能性も考えていたのではないかと推測されることがある。
この仇討ちは、伊賀越の仇討ち（鍵屋の辻の決闘）と並ぶ仇討ちとして、当時は大変な評判となり、江戸の瓦版をにぎわせて「武士道の範」として世間に感銘をあたえ、歌舞伎や講談の題材としても取り上げられた。1955年（昭和30年）には「復讐浄瑠璃坂・二部作」（主演：嵐寛寿郎）として映画化もされている。のちに起こった赤穂浪士の討ち入りと合わせて江戸三大仇討ちと称されることも多いが、近年では仇討ちの原因の分かりにくさや当事者の関係の煩雑さもあって、他の2つと比べて取り上げられることが少なくなっている。

## 浄瑠璃坂幼敵討
『浄瑠璃坂幼敵討』（じょうるりざかおさなかたきうち）は1744年（延享元年）初演の歌舞伎作品。

## 復讐浄瑠璃坂
『復讐浄瑠璃坂』は1955年12月11日公開の日本映画。『第一部・鬼伏峠の襲撃』『第二部・暁の決闘』からなる。
監督 二川文太郎・並木鏡太郎　出演者 嵐寛寿郎、大河内伝次郎、中村玉緒、扇千景、中村扇雀 (2代目)。
制作 宝塚映画。配給 東宝。